# Église Saint-Barthélémy de Caumont (Ariège)
Pour les articles homonymes, voir Église Saint-Barthélémy.
L'église Saint-Barthélémy de Caumont est une église du XVIIIe siècle située sur la commune de Caumont dans l'aire urbaine de Saint-Girons, dans le département de l'Ariège, en France.

## Description
C'est une église à simple nef avec un clocher original en forme de bulbe couvert en ardoises écailles, le seul en Ariège avec celui de l'église Saint-Étienne du Mas-d'Azil. Le cimetière est attenant.

## Localisation
Elle se trouve à 358 m d'altitude, au centre du village, près de la RD 117.

## Historique
L'église date de la fin du XVIIIe siècle (1778).
Elle fait l'objet d'une inscription au titre des monuments historiques par arrêté du 12 juillet 1978.

## Mobilier
La base Palissy inventorie et décrit deux statues du XIXe siècle.